# Mihael Semenovič Baranov
Mihael Semenovič Baranov, sovjetski letalski častnik, vojaški pilot in letalski as, * 16. november 1921, † 9. februar 1993.
Baranov je v svoji vojaški karieri dosegel 26 samostojnih in 9 skupnih zračnih zmag.

## Življenjepis
Med končanju Čugujevske vojnoletalske akademije je bil pripadnik 157. lovskega letalskega polka.
S I-16, Hurikani, Jak-7B in Jak-3 je opravil več kot 400 bojnih poletov.

## Odlikovanja
- heroj Sovjetske zveze  (24. avgust 1943)
- red Lenina
- 3x red rdeče zastave
- 2x red domovinske vojne